# Birgitte Price
Birgitte Price (født Bruun 29. april 1934 på Frederiksberg, død 17. juli 1997 i København) var en dansk skuespillerinde og teaterinstruktør.
Hun blev tidligt landskendt for sin rolle som "Søs" i Far til fire-filmene i 1950'erne.
Efternavnet Price fik hun i giftermålet indgået den 2. juni 1957 med teaterinstruktøren John Price. Hun var mor til komponist James Price og forfatter Adam Price.
Hun ligger begravet på Frederiksberg ældre kirkegård.

## Karriere
Hun blev student 1952 fra Ordrup Gymnasium og indledte samme år sin skuespillerkarriere som statist i filmen Det store løb fra ASA studierne, og sit egentlige gennembrud fik hun allerede året efter i Farlig ungdom. Herefter gik hun på Det Kongelige Teaters elevskole i årene 1954-56. Efter endt uddannelse blev hun fastansat ved Det Kongelige Teater, hvor hun var ansat frem til 1965 og igen fra 1970-85.
I 1977 debuterede hun som instruktør på Strøghus Teatret med tragedien Elektra af Euripides. Instruktørgerningen var herefter en tilbagevendende aktivitet for hende.
Birgitte Price var 1985-89 chef for TV-teatret i Danmarks Radio, i 1991-94 teaterchef på Det danske Teater og i 1994-96 skuespilchef ved Det kongelige Teater. Her var hun bl.a. ophav til teatrets nyopsætning af Heibergs Elverhøj i Ulvedalene, Jægersborg Dyrehave, som friluftsforestilling. Hun forlod stillingen pga. sygdom.
Hun modtog Henkel-Prisen i 1969, Tagea Brandts Rejselegat i 1972 samt Olaf Poulsens Mindelegat i 1980 og var Ridder af Dannebrog.
Birgitte Price døde i 1997 efter længere tids kamp mod brystkræft.

## Filmografi
| År   | Titel                            | Rolle                                  | Noter   |
| ---- | -------------------------------- | -------------------------------------- | ------- |
| 1952 | Det store løb                    | En spejderpige                         |         |
| 1953 | Solstik                          | Teddy-fan i spraglet bluse             |         |
| 1953 | Farlig ungdom                    | Alice                                  |         |
| 1953 | Far til fire                     | Søs, ældste datter                     |         |
| 1954 | Far til fire i sneen             | Søs, ældste datter                     |         |
| 1954 | En sømand går i land             | Husassistent Esther                    |         |
| 1955 | Far til fire på landet           | Søs, ældste datter                     |         |
| 1956 | Far til fire i byen              | Søs, ældste datter                     |         |
| 1956 | Taxa K-1640 Efterlyses           | Frk. Hansen, radiodame på Taxa         |         |
| 1957 | Bundfald                         | Rosa Jensen                            |         |
| 1957 | Far til fire og onkel Sofus      | Søs, ældste datter                     |         |
| 1958 | Far til fire og ulveungerne      | Søs, ældste datter                     |         |
| 1958 | Mariannes bryllup                | Titelrollen som Marianne, deres datter |         |
| 1958 | Verdens rigeste pige             | Judy                                   |         |
| 1959 | Helle for Helene                 | Titelrollen som Helene Thomsen         |         |
| 1964 | Don Olsen kommer til byen        | Lærerinden Frk. Mortensen              |         |
| 1965 | Pigen og millionæren             | Koncertpianist Malene Brandt           |         |
| 1966 | Der var engang                   | Prinsesse af Illyrien                  |         |
| 1969 | Flagermusen                      |                                        | tv-film |
| 1969 | Kys til højre og venstre         | Betty                                  |         |
| 1969 | Stine og drengene                | Stines mor                             |         |
| 1972 | Man sku' være noget ved musikken | Servitrice Caja                        |         |